# Klaudiusz Franciszek Łazowski

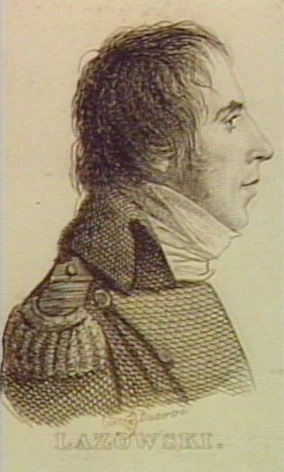
Klaudiusz Franciszek Łazowski

Klaudiusz Franciszek Łazowski (ur. 6 lutego 1752 w Luneville, zm. 23 kwietnia 1793 w Issy-les-Moulineaux) – polski działacz polityczny, uczestnik rewolucji francuskiej, jeden z liderów sankiulotów. Pochodził z rodziny szlacheckiej pieczętującej się herbem Krzywda..  

## Pochodzenie
Był synem Jana Chrzciciela Łazowskiego, kucharza królewskiego na dworze Stanisława Leszczyńskiego, który przybył do Francji wraz z byłym królem Polski. Dziadek Klaudiusza, Andrzej Łazowski, pracował jako kucharz u rodziny Ossolińskich. Dzięki protekcji Leszczyńskiego dzieci Jana Chrzciciela miały dostęp do starannego wykształcenia. Klaudiusz miał kilku braci: Józefa Feliksa (generała wojsk napoleońskich), Maksymiliana (adwokata o poglądach rojalistycznych), Jana Chrzciciela (duchownego zakonnego w Lunéville), Mikołaja oraz Andrzeja.

## Kariera Łazowskiego przed rewolucją
Jako wychowanek Franciszka La Rochefoucald udał się z nim w 1779 roku w podróż po Anglii, gdzie zetknął się z popularnym ekonomistą Arthurem Youngiem.  

## Działalność Łazowskiego po wybuchu rewolucji francuskiej
Po wybuchu rewolucji francuskiej Klaudiusz Franciszek Łazowski stał się jednym z przywódców ludności najuboższego i najludniejszego przedmieścia Paryża –  Saint-Marcel. W tym samym czasie przywódcą sąsiedniego Saint-Antoine był Antoine Joseph Santerre, z którym Łazowskiego łączyła rywalizacja polityczna.
Wziął udział w szturmie na Bastylię 14 lipca 1789 roku jako dowódca artylerii, współpracując z Józefem Miączyńskim oraz Klaudiuszem Fournierem. Pomimo aktywnego udziału, jego nazwisko nie znalazło się na liście dziesięciu najbardziej zasłużonych uczestników ataku. Według Witolda Łukaszewicza, autora biografii Łazowskiego, nie był on przez całą swoją karierę publiczną wynagradzany stanowiskami ani odznaczeniami. Porzucił środowisko arystokratyczne rodziny La Rochefoucauld i zaczął otwarcie manifestować swoje przekonania rewolucyjne. W swoich pamiętnikach Madame Roland, sympatyzująca z Żyrondystami, oskarżyła go o interesowność i wskazywała, że jego zaangażowanie w rewolucję było wynikiem utraty źródeł utrzymania.
W 1792 roku Łazowski został wyznaczony do oceny memoriału mistrzów rzemieślniczych skierowanego do Komuny Paryża. Poparł zawarte w nim postulaty, wskazując przy tym na konieczność objęcia ochroną również uczniów źle traktowanych przez mistrzów. Brał także udział w opiniowaniu dokumentu dotyczącego organizacji manufaktur w Paryżu (wydanego 31 lipca 1792 roku), co świadczyło o rosnącym uznaniu ze strony władz miejskich.
W czerwcu 1792 roku był jednym z głównych organizatorów demonstracji 20 czerwca, będącej próbą wywarcia presji na króla Ludwika XVI. Współpracował z Petionem oraz Santerrem w ramach tajnego komitetu przygotowującego działania przedmieść. Łazowski uzyskał zgodę Rady Generalnej Komuny Paryża oraz dyrektoriatu departamentu na zorganizowanie demonstracji. W jej trakcie złożono petycje oraz zasadzono „drzewko wolności” na pamiątkę wydarzeń w sali do gry w piłkę. Pokojowy przebieg manifestacji przysporzył mu popularności i wpłynął na jego dalszą aktywność w sekcjach i stowarzyszeniach rewolucyjnych. Pogorszyło to jego relacje z Santerrem.

## Atak na Tuileries
Do ataku na Tuileries 10 sierpnia 1792 Łazowski został wyznaczony jako przewodniczący sekcji Gobelins, której bataliony (wedle planu z szóstego sierpnia) miały udać się natychmiast do Kordelierów, a następnie połączyć z Marsylczykami. W tym składzie zamierzano opanować plac Karuzelski, a następnie wysłać czterech delegatów z żądaniem ewakuacji Szwajcarów. Podczas ataku Łazowski dowodził kanonierami, którym polecił wyciągnąć armaty na dziedziniec zamkowy i skierować w stronę zamku. Nakazał ostrzał Szwajcarów, którzy niemal doprowadzili do rozproszenia tłumu. Dzięki udanemu atakowi udało się zdobyć zamek. Zasługi kanonierów podkreślają zarówno Petion, hr. Piotr Ludwik Roderer jak i Robespierre.  
5 sierpnia 1792 roku, na pięć dni przed atakiem na Tuileries, Klaudiusz Franciszek Łazowski wziął ślub w kościele w Saint-Marcel z Marią Audry oraz uznał swoją zrodzoną w konkubinacie z Marią córkę, Karolinę Łucję, urodzoną 27 listopada 1789 roku. Uczynił to, obawiając się, że umrze w planowanym ataku, zostawiając zostawi córkę bez nazwiska oraz żonę w niefortunnej pozycji. Mimo to, Łazowski nie tylko przeżył, ale został bohaterem sankiulotów, który bezpośrednio przyczynił się do upadku monarchii oraz spadku znaczenia skompromitowanej paktowaniem z dworem Żyrondy.  
Klaudiusz Franciszek Łazowski nie przekuł jednak chwilowej popularności na funkcje publiczne. Bez powodzenia kandydował do Konwencji Narodowej. W głosowaniu na stanowisko administratora departamentu paryskiego otrzymał zaledwie jeden głos. W dniu 1 marca 1793 roku został wybrany na komisarza do reklamowania usunięcia herbów z sali biskupstwa, sąsiadującej z salą, w której odbywały się posiedzenia zgromadzenia wyborców. W kolejnych miesiącach Łazowski współpracował z Maratem. Podobne poglądy obu Panów przejawiały się chociażby w przekonaniu potrzeby przeprowadzenia reformy społecznej dopiero po ugruntowaniu republiki (co było sprzeczne z postulatami Jacqeusa Roux'a oraz jego wściekłych). 13 marca 1793 roku na posiedzeniu Konwencji, Pierre Vergniaud oskarżył Łazowskiego o działalność konspiracyjną, agenturę na rzecz Anglii oraz kierownictwo w rozruchach nocy z 9 na 10 marca, podczas których zniszczono drukarnię Kroniki i Gorsasa. W obronie Klaudiusza, wystąpił Jean Paul Marat. Łazowski został uznany za niewinnego. Oskarżony, podczas przemówienia w Klubie Jakobinów nazwał „zaszczytem” oskarżenia o bycie spiskowcem, gdyż z dumą spiskował przeciw intrygantom działającym wbrew rewolucji.

## Śmierć i pogrzeb
Klaudiusz Franciszek Łazowski zmarł 23 kwietnia 1793 roku w swoim domu w Issy-les-Moulineaux. Według jednej z hipotez jego śmierć była wynikiem ran odniesionych podczas napaści dokonanej dzień wcześniej przez politycznych przeciwników (m.in. Filhofa i Jourdana). Według innej wersji został otruty przez zwolenników Żyrondy. Pojawiły się również spekulacje, że zmarł na skutek nadużywania alkoholu.
Pogrzeb, który odbył się 28 kwietnia 1793 roku, przekształcił się w manifestację polityczną. Rzeźbiarz Curtius wykonał popiersie Łazowskiego dla Klubu Jakobinów, a kompozytor François-Joseph Gossec skomponował specjalny marsz żałobny. Grób Łazowskiego, pierwotnie zlokalizowany na placu Karuzelskim, został później zniszczony przez przeciwników politycznych z obozu Żyrondystów.